# توم ريتشاردز (لاعب اتحاد الرغبي)
توم ريتشاردز (بالإنجليزية: Tom Richards)‏ هو لاعب اتحاد الرغبي أسترالي، ولد في 29 أبريل 1882 في نيوساوث ويلز في أستراليا، وتوفي في 25 سبتمبر 1935 في Sunshine Coast Region ‏ في أستراليا بسبب سل.

## وصلات خارجية
- توم ريتشاردز عل موقع إسبنسكروم (الإنجليزية)
- توم ريتشاردز على موقع أوليمبيديا (الإنجليزية)
- توم ريتشاردز على موقع اللجنة الأولمبية الأسترالية (الإنجليزية)